# Saint-Julien-l'Ars

Saint-Julien-l'Ars este o comună în departamentul Vienne, Franța. În 2009 avea o populație de 2,334 de locuitori.